# Corvin-negyed
Corvin-negyed, dawniej Ferenc körút - stacja budapeszteńskiego metra znajdująca się w ciągu niebieskiej linii podziemnej kolejki. Posiada jeden - centralnie ulokowany - peron. Możliwa jest tutaj przesiadka do kursujących przez Nagykörút tramwajów linii 4 i 6.